# The Jacket
The Jacket är en tysk/amerikansk film från 2005 i regi av John Maybury.

## Handling
Under Gulfkriget 1991 blir Jack Starks (Adrien Brody) skjuten i huvudet och drabbas av minnesförlust. När han sedan kommer hem till Vermont och hittas avsvimmad på en brottsplats bredvid en skjuten polis och med en pistol i handen blir han dömd för mord. Han blir inlagd på en sluten avdelning på ett mentalsjukhus. Där bestämmer sig Dr. Thomas Becker (Kris Kristofferson) för att testa en kontroversiell behandling. Pumpad med droger och iklädd en tvångströja läggs Jack i ett bårhus-skåp. Därinne upplever Jack att han får en glimt av framtiden, bland annat får han veta att han kommer att dö efter fyra dagar på mentalsjukhuset.

## Skådespelare (i urval)
- Adrien Brody - Jack Starks
- Keira Knightley - Jackie Price
- Kris Kristofferson - Dr. Thomas Becker
- Jennifer Jason Leigh - Dr. Beth Lorenson
- Kelly Lynch - Jean Price
- Brad Renfro - The Stranger
- Daniel Craig - Rudy Mackenzie
- Jason Lewis - Officer Harrison